# Attignéville
Attignéville ist eine französische Gemeinde mit 210 Einwohnern (Stand: 1. Januar 2022) im Département Vosges in der Region Grand Est (bis 2015 Lothringen). Sie gehört zum Arrondissement Neufchâteau und zum Kanton Neufchâteau.

## Geografie
Attignéville liegt am Vair, einem Nebenfluss der Maas und ist ungefähr 13 Kilometer von Neufchâteau und 61 Kilometer von Épinal entfernt. Attignéville wird umgeben von den Nachbargemeinden Tranqueville-Graux und Gémonville im Nordosten, Aouze im Osten, Removille im Südosten, Houéville im Süden, Barville im Südwesten sowie Harchéchamp im Westen.

## Bevölkerungsentwicklung
| Jahr                       | 1962 | 1968 | 1975 | 1982 | 1990 | 1999 | 2008 | 2019 |
| Einwohner                  | 275  | 285  | 268  | 271  | 252  | 254  | 223  | 206  |
| Quellen: Cassini und INSEE |      |      |      |      |      |      |      |      |

## Sehenswürdigkeiten
- Kirche Saint-Lambert
- Monumentalkreuz

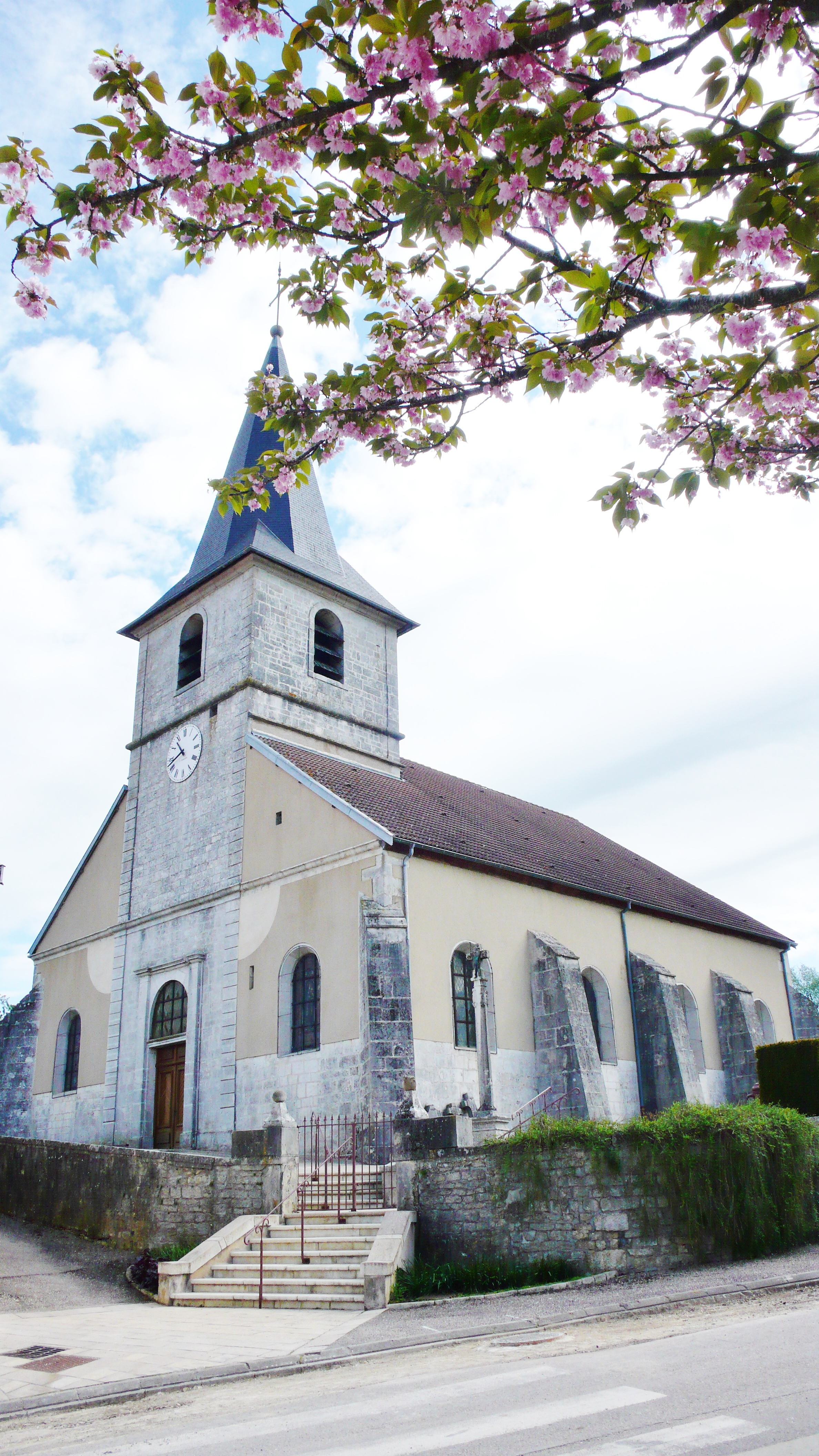
Kirche Saint-Lambert, Südwestseite
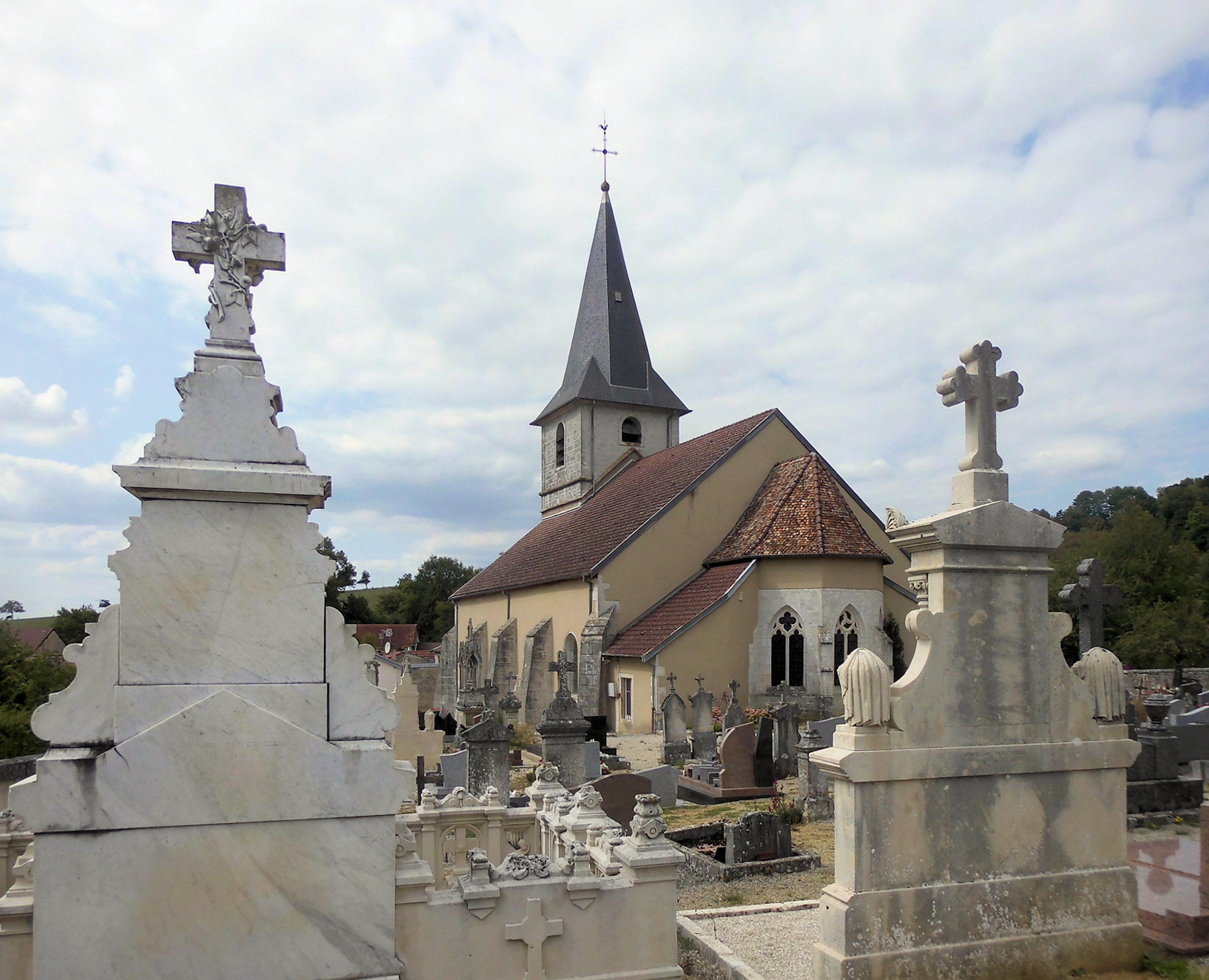
Kirche Saint-Lambert, Ostseite
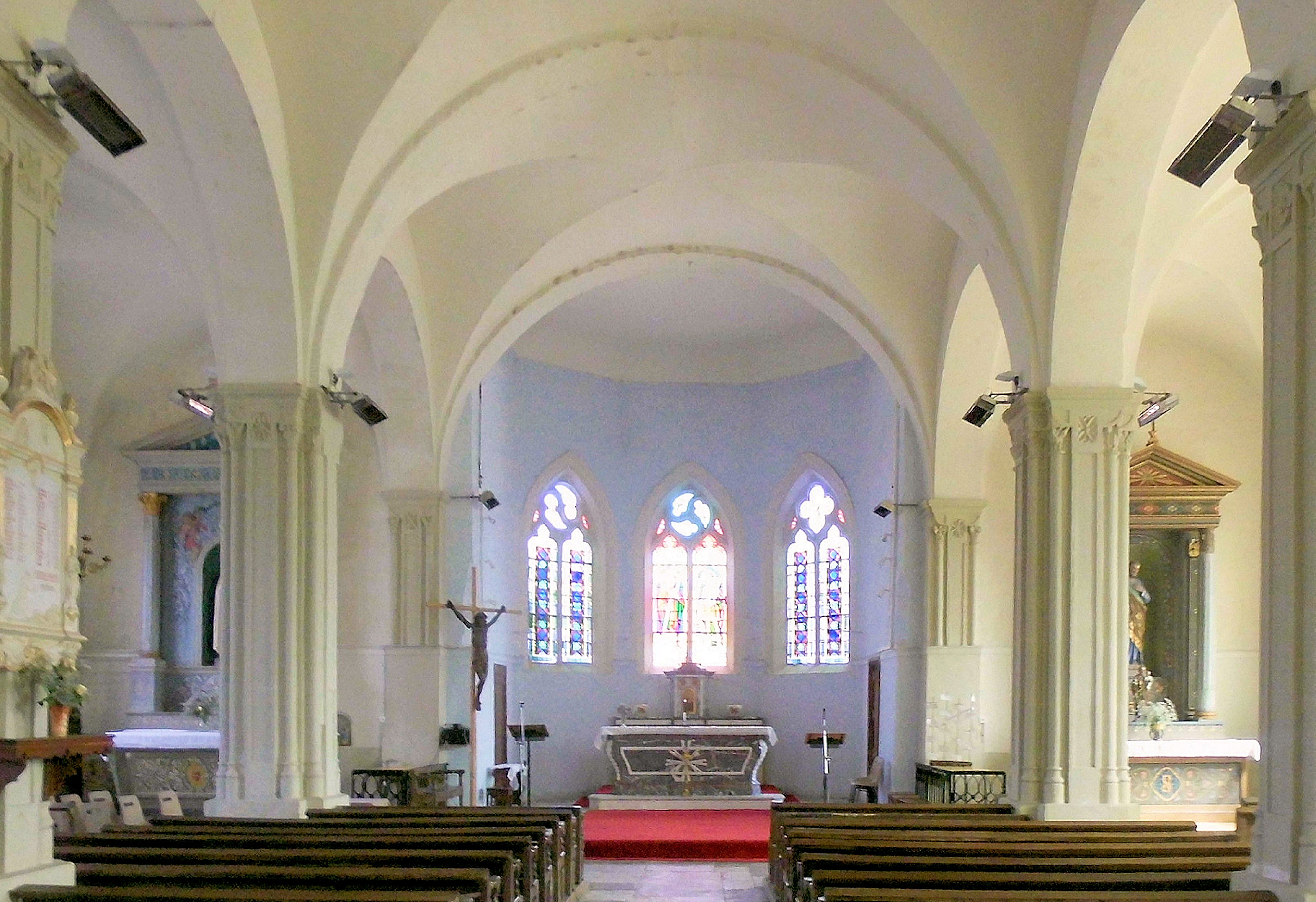
Innenansicht Saint-Lambert
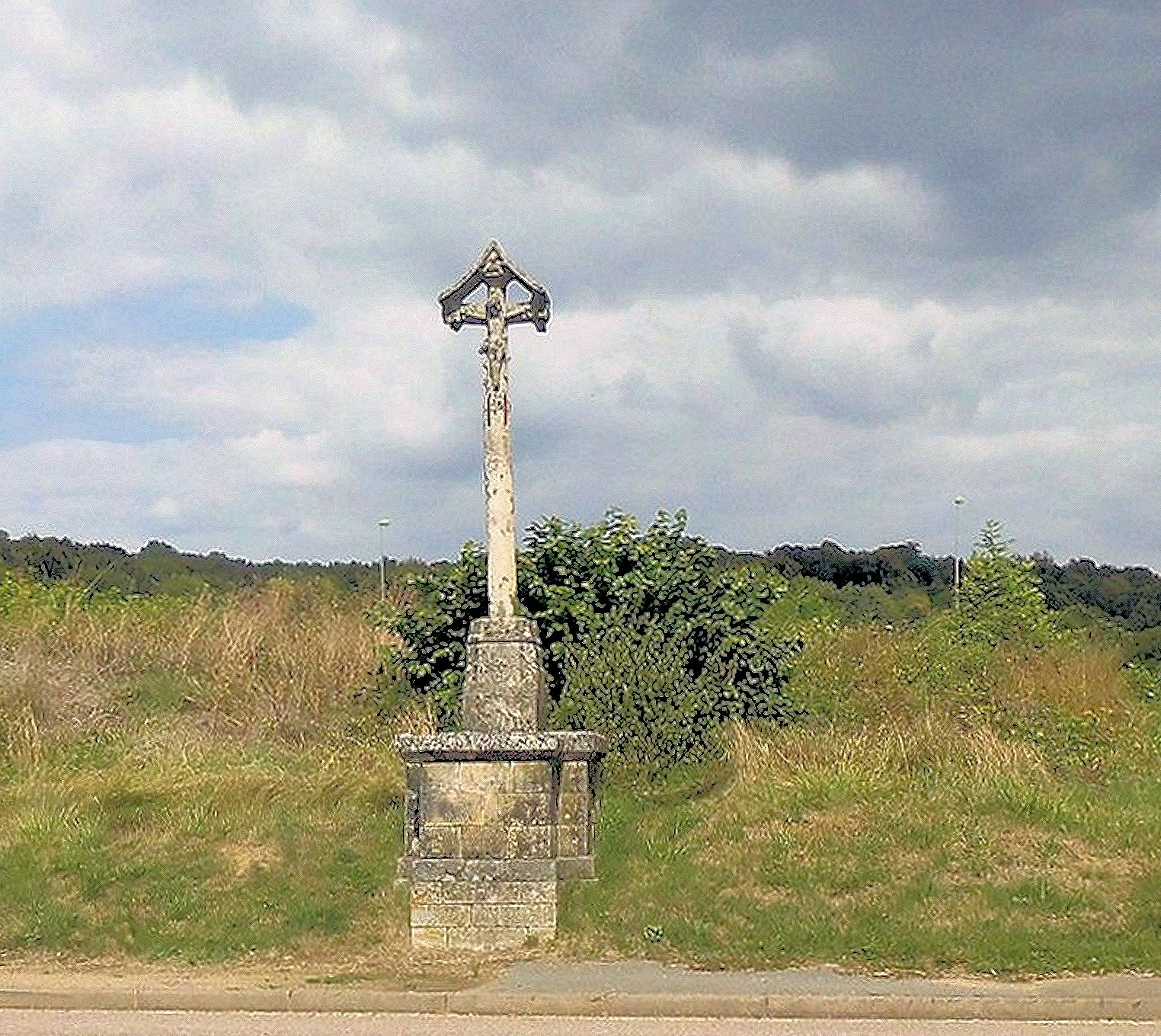
Monumentalkreuz